# Université de l'Ontario français
A Université de l'Ontario français (abreviado como UOF; traduzido como Universidade do Ontário francês em português, ou University of French Ontario em inglês) é uma universidade pública de língua francesa em Toronto, Ontário, Canadá. A universidade planeja instalar seu campus no bairro de East Bayfront, no centro de Toronto, próximo à orla marítima de Toronto.
A universidade foi incorporada pela Assembleia Legislativa de Ontário em abril de 2018, embora não tenha oferecido seu primeiro programa acadêmico até setembro de 2019. A instituição planeja aceitar seu primeiro grupo de alunos em tempo integral em 2021.

## História
Esforços para estabelecer uma universidade francófona no centro e sudoeste de Ontário surgiram durante a década de 2010, com vários grupos franco-ontarianos, incluindo a Assembleia Francófona de Ontário, divulgando um relatório que recomendava a criação de uma universidade francófona naquela região em 3 de outubro de 2014. Um projeto de lei de um membro privado para estabelecer uma universidade francófona foi posteriormente apresentado na Assembleia Legislativa de Ontário em 26 de maio de 2015. No entanto, o projeto não foi aprovado porque a legislatura foi prorrogada. Embora a legislatura tenha sido prorrogada, um relatório divulgado pelo Comitê Consultivo de Educação Pós-Secundária da França no centro e sudoeste de Ontário observou que os serviços francófonos pós-secundários eram insuficientes no centro e sudoeste de Ontário e recomendou o estabelecimento de uma universidade francófona na Grande Toronto para ajudar a retificar o problema.
O projeto de lei do membro privado foi reintroduzido em 21 de setembro de 2016, após a reunião do legislativo. Em 22 de setembro, um comitê de planejamento foi criado para ajudar a estabelecer a instituição e incluía o ex-comissário federal de Línguas Oficiais; membros de outras universidades sediadas em Toronto, incluindo a Universidade Ryerson e a Universidade de Toronto; o presidente da emissora pública provincial de língua francesa TFO; e membros de outras organizações francófonas sediadas em Ontário. A legislação para estabelecer a instituição, a Lei da Université de l’Ontario français de 2017, foi aprovada em 14 de dezembro de 2017 e entrou formalmente em vigor em 9 de abril de 2018. Normand Labrie foi nomeado presidente interino da instituição em 4 de julho de 2018; e ocupou o cargo até agosto de 2020, quando André Roy assumiu sua posição como o primeiro presidente formal da universidade. Os membros do conselho de governadores da universidade foram nomeados em 31 de dezembro de 2018.
No entanto, após as eleições gerais de 2018 em Ontário, o governo Conservador Progressista recém-formado anunciou planos para cancelar o financiamento para o estabelecimento da instituição. A questão do financiamento tornou-se uma questão política importante para o novo governo entre os residentes franco-ontarianos da província. No entanto, em setembro de 2019, os governos de Ontário e Canadá anunciaram que assinaram um memorando de entendimento, que veria ambos os governos fornecer C $ 126 milhões para financiar a instituição ao longo dos oito anos seguintes.
A universidade ofereceu seu primeiro programa acadêmico em setembro de 2019, um programa de pedagogia do ensino superior oferecido a professores estudantes no Collège La Cité. Os primeiros certificados de graduação da universidade foram emitidos para aqueles que concluíram o programa. A instituição planeja aceitar seu primeiro grupo de alunos em tempo integral no outono de 2021.

## Campus
A Université de l'Ontario français está situada no centro de Toronto, perto da costa do Lago Ontário. A universidade planeja colocar seu primeiro campus dentro da 9 Lower Jarvis Street, um arranha-céu no bairro de East Bayfront, no centro de Toronto. A universidade planeja alugar 4.654 metros quadrados (50.100 pés quadrados) de espaço dentro do edifício, com planos de abrir o campus ao público até junho de 2021.

## Administração
A governança da universidade é conduzida por meio do conselho de governadores e do senado universitário, ambos estabelecidos na Lei da Université de l'Ontario français de 2017. O conselho de governadores é responsável por governar e administrar a universidade. Os membros do conselho incluem a administração da universidade, corpo docente, corpo discente e membros nomeados pelo vice-governador no Conselho de Ontário. O Senado é responsável pela política acadêmica e educacional da universidade, incluindo padrões para admissão e qualificações para graus, diplomas e certificados emitidos pela universidade.
O presidente e vice-reitor da universidade atua como diretor executivo da universidade, com André Roy assumindo a posição como o primeiro presidente da universidade em 1º de agosto de 2020. O conselho de governadores também tem o poder de nomear um chanceler, que atua como o chefe cerimonial da instituição. No entanto, a universidade ainda não nomeou uma pessoa para o cargo.

## Língua acadêmica
A língua oficial de ensino da universidade é o francês. A universidade é a primeira universidade pública da província onde o francês é a única língua oficial da instituição.